# Гуляєвське сільське поселення
Гуля́євське сільське поселення (рос. Гуляевское сельское поселение) — муніципальне утворення у складі Ічалківського району Мордовії, Росія. Адміністративний центр — село Гуляєво.

## Історія
Станом на 2002 рік існували Гуляєвська сільська рада (село Гуляєво, селище Кендя) та Кендянська сільська рада (село Кендя, присілок Кочкарі, селища Іклей, Піче Вір).
Присілок Кочкарі було ліквідовано 2007 року.
27 листопада 2008 року було ліквідовано Кендянське сільське поселення, його територія увійшла до складу Гуляєвського сільського поселення.

## Населення
Населення — 527 осіб (2019, 605 у 2010, 717 у 2002).

## Склад
До складу поселення входять такі населені пункти:
| Населений пункт   | Населення, осіб (2002) | Населення, осіб (2010) |
| ----------------- | ---------------------- | ---------------------- |
| Гуляєво, село     | 444                    | 432                    |
| Іклей, селище     | 16                     | 0                      |
| Кендя, селище     | 3                      | 0                      |
| Кочкарі, присілок | 17                     | -                      |
| Кендя, село       | 232                    | 173                    |
| Піче Вір, селище  | 5                      | 0                      |